# Ventosa (Burgos)
Ventosa es un despoblado español del municipio de Villanueva de Teba, perteneciente a la provincia de Burgos, en la comunidad autónoma de Castilla y León.

## Toponimia
El lugar puede encontrarse referido como Ventosa, Ventosa de Bureba y Ventosa de Miranda.

## Historia
Hacia mediados del siglo XIX, el lugar, por entonces con ayuntamiento propio, tenía contabilizada una población de 32 habitantes. Aparece descrito en el decimoquinto volumen del Diccionario geográfico-estadístico-histórico de España y sus posesiones de Ultramar de Pascual Madoz con las siguientes palabras:

VENTOSA DE BUREBA: v. con ayunt. en la prov., aud. terr., c. g. y dióc. de Búrgos (11 leg.) part. jud. de Miranda de Ebro (4), ayunt. de Villanueva del Conde (1/2). sit. en terreno escabroso al pie de una sierra, con buena ventilacion y clima frio pero sano; las enfermedades comunes son catarros y pulmonías. Tiene 10 casas y una igl. parr. (Ntra. Sra. de la Concepcion) servida por un cura párroco; contiguo á ella está el cementerio. El térm. confina N. la sierra de Pancorvo y Villanueva; E. y S., estos dos pueblos, y O. Silanes. El terreno es de buena calidad; le cruza un arroyo que desagua en el r. Pancorex Los caminos son locales. El correo se recibe de Pancorvo, por medio de balijero. prod.: cereales y legumbres; cria ganado lanar y caza menor. pobl.: 6 vec., 32 alm. cap. prod.: 212,000 rs. imp.: 21,348 rs. contr.: 490 rs.. 6 mrs.
(Madoz, 1849, p. 665)

El municipio de Ventosa desapareció de cara al censo de 1857, al incorporarse al de Villanueva del Conde.